# ProFTPD
ProFTPD (Professional FTP Daemon) — FTP-сервер для Linux и UNIX-подобных операционных систем.
ProFTPD использует лишь один конфигурационный файл proftpd.conf, который располагается по умолчанию в:
- Linux — /etc/proftpd/proftpd.conf (CentOS 7: /etc/proftpd.conf)
- FreeBSD — /usr/local/etc/proftpd.conf.

Сервер может быть настроен для работы нескольких виртуальных хостов, также поддерживает chroot. Может быть запущен в виде отдельного сервера (демона) или в составе суперсервера inetd. Также поддерживает IPv6.
Расширения: поддерживает модули, добавляющие SSL/TLS-шифрование, аутентификацию через LDAP, работу с SQL, туннелирование соединений через SSH.
Работает со следующими операционными системами: AIX, BSD/OS, Cygwin, FreeBSD, HP-UX, IRIX, zSeries, Linux (включая Linux для IBM S/390), Mac OS X, NetBSD, OpenBSD, Solaris, Maemo. Встроенная поддержка Microsoft Windows отсутствует.
Также имеется графический фронтенд для ProFTPD под названием gProFTPd.